# Hotfix
Ein Hotfix ist eine Softwareaktualisierung (englisch Software Update), die der Hersteller einer Software-Applikation (Programm) bereitstellt, um einen Fehler zu korrigieren. Hotfix leitet sich aus den beiden englischen Wörtern hot – heiß und to fix – reparieren ab. Es handelt sich also wörtlich um eine „heiße“ (hier im Sinne von schnelle, eilige) Reparatur.
Dabei ist der Fehler so gravierend, dass er schnell und gezielt behoben werden muss. Ein Hotfix enthält daher meist nur die Korrektur für einen oder wenige Fehler. Er sollte auf keinen Fall eine Erweiterung der Funktionalität enthalten, sondern nur den konkreten Fehler korrigieren.
Abgrenzung zu anderen Aktualisierungen (z. B. Service Pack):
- reine Fehlerkorrektur, keine Erweiterungen
- dringender Bedarf
- stark reduzierte Tests durch Hersteller

Durch den letzten Punkt bringt die Installation eines Hotfixes auch stets ein Risiko mit sich. Die Hersteller verweisen meist darauf, dass aufgrund der Dringlichkeit keine vollständigen Tests durchgeführt werden können. Als Computeranwender oder Administrator sollte man daher einen Hotfix nur dann einspielen, wenn man unmittelbar vom Softwarefehler betroffen ist oder wenn das Problem bei allen Systemen auftritt und der Hersteller explizit darauf hinweist, den Hotfix einzuspielen, um einen gravierenden (Sicherheits-)mangel zu beheben.
Viele moderne Computerprogramme verbinden sich eigenständig über das Internet mit einem Server ihres Herstellers und prüfen, ob Hotfixes zur Installation zur Verfügung bereitstehen. Falls dies der Fall ist, wird der Hotfix automatisch heruntergeladen und installiert. 
Bei Windows ab der Version Windows XP ist diese Funktion in das Betriebssystem integriert und sollte laut Microsoft zum Schutz gegen Viren, Würmer und sonstige Internetattacken aktiviert werden. Oft ist es von entscheidender Bedeutung, dass ein Hotfix installiert wird, bevor man mit Windows ins Internet geht, denn bestimmte Malware, etwa der Wurm Sasser, kann bereits kurz nach dem Verbindungsaufbau das System befallen. Daher kann man wichtige Hotfixes in die Installations-CD per Unattended-Modus integrieren, sodass diese von vornherein im System verankert sind.